# Parc Monceau

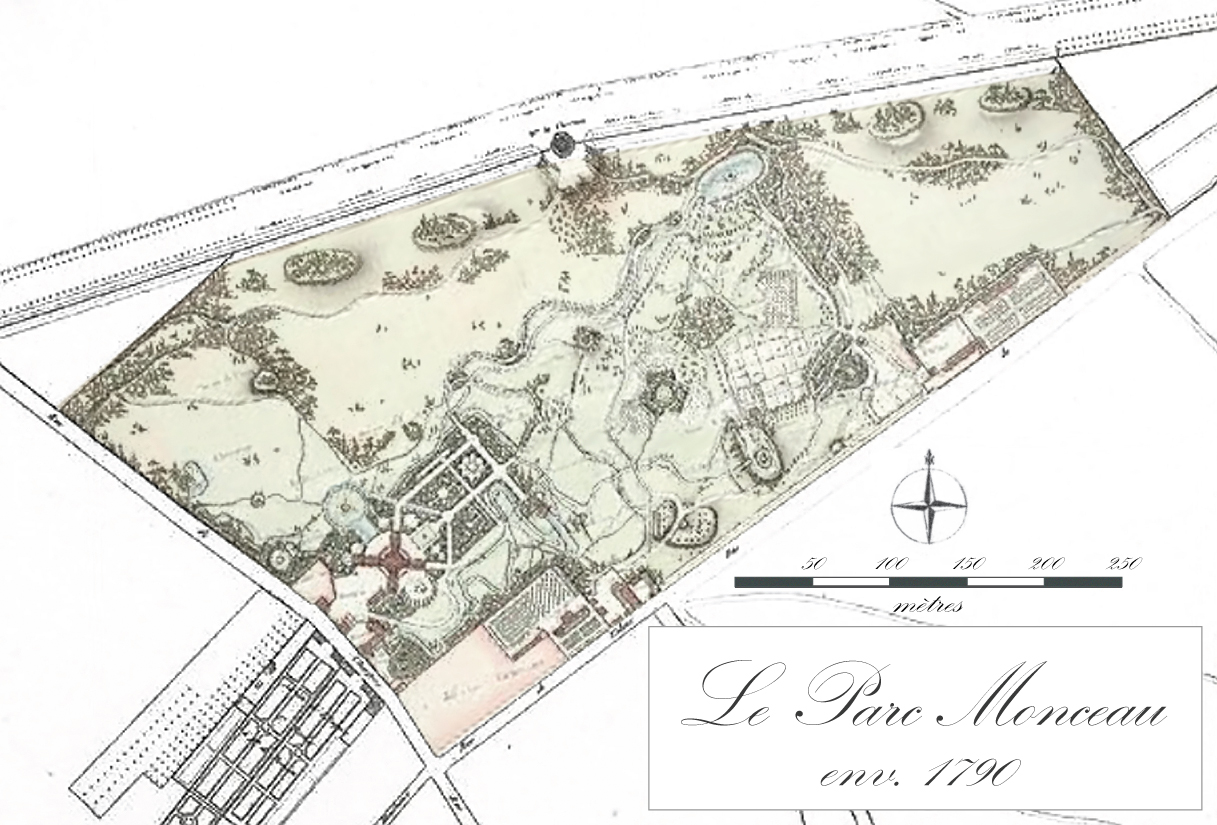
Plattegrond van het park uit 1790

Parc Monceau is een stadspark in Parijs, gelegen aan de Boulevard de Courcelles in het 8e arrondissement, 1 km ten noordoosten van de Arc de Triomphe. Op 22 oktober 1797 vond de eerste parachutesprong in de geschiedenis plaats boven het Parc Monceau, door luchtvaartpionier André-Jacques Garnerin.

## Geschiedenis
Het park was eigendom van Louis Philippe Joseph d'Orléans, hertog van Chartres en werd ontworpen door Louis Carrogis, ook wel bekend onder de bijnaam Carmontelle. Het was gebouwd in 1769 en voor het publiek in 1861 geopend.
In het park bevinden zich een aantal folly's zoals een Egyptische piramide, een colonnade van Korinthische zuilen en een kleine windmolen. Daarnaast staan er beelden van Guy de Maupassant, Frédéric Chopin, Charles Gounod, Ambroise Thomas, Charles Gounod, Alfred de Musset en Édouard Pailleron.
De naam van het park verwijst naar twee heuveltjes, 'monceaux', waar zich vroeger Merovingische nederzettingen bevonden. De overige monceaux met veel prehistorische en historische delen van Parijs zijn in de 19e eeuw door Haussmann geëgaliseerd om ruimte te creëren voor zijn stadsrenovatie.

## Kunst
Claude Monet schilderde het park meermaals in de jaren 1870. Een van deze schilderijen is Het Parc Monceau uit 1878.

Het Parc Monceau door Claude Monet
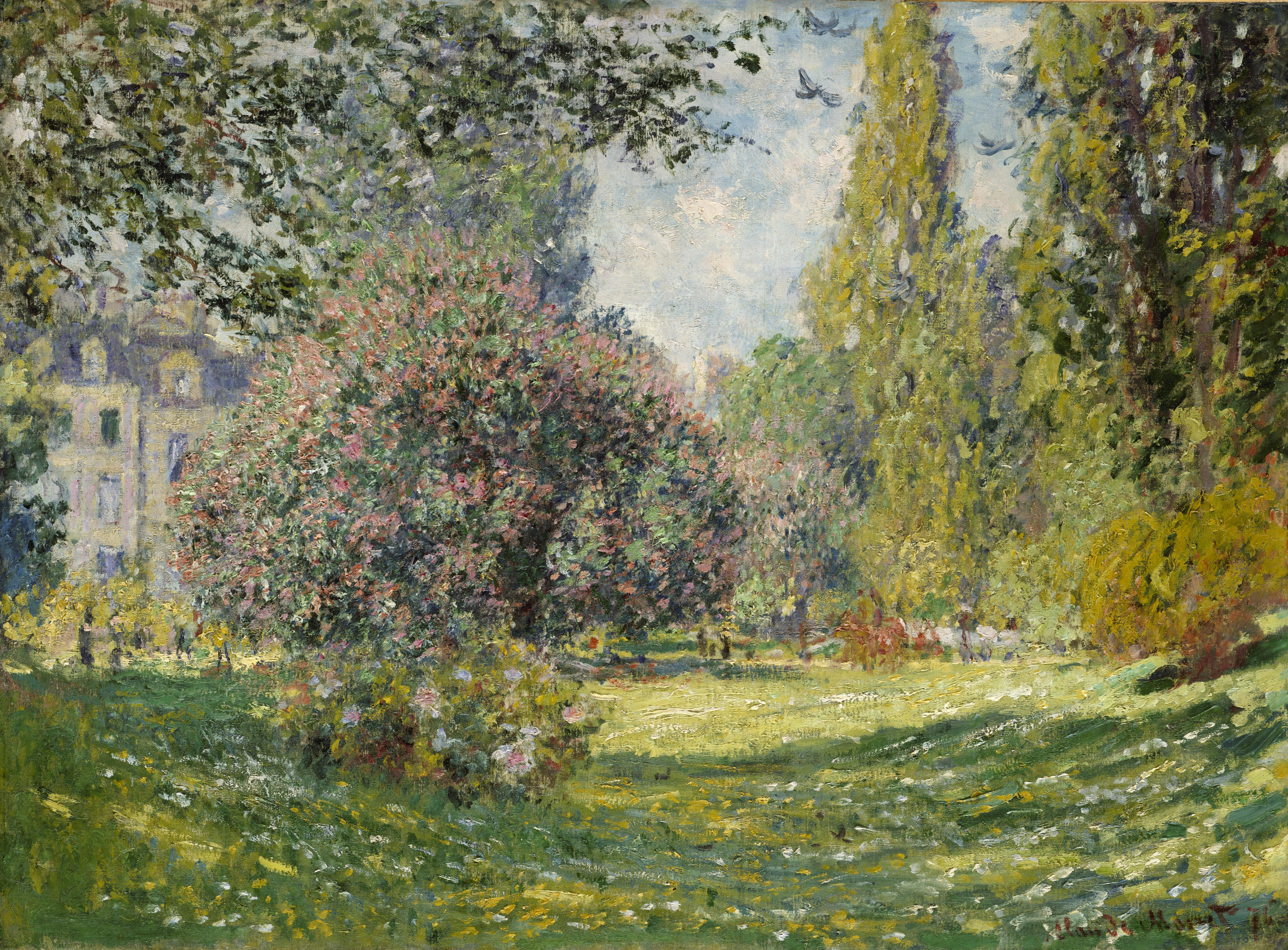
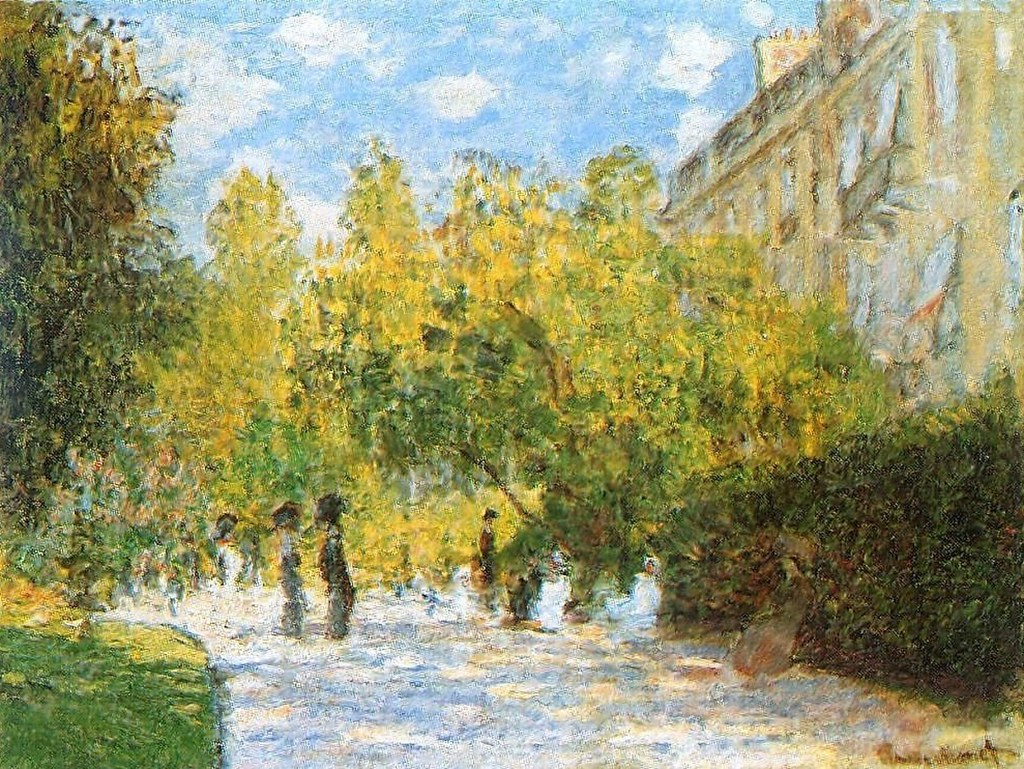
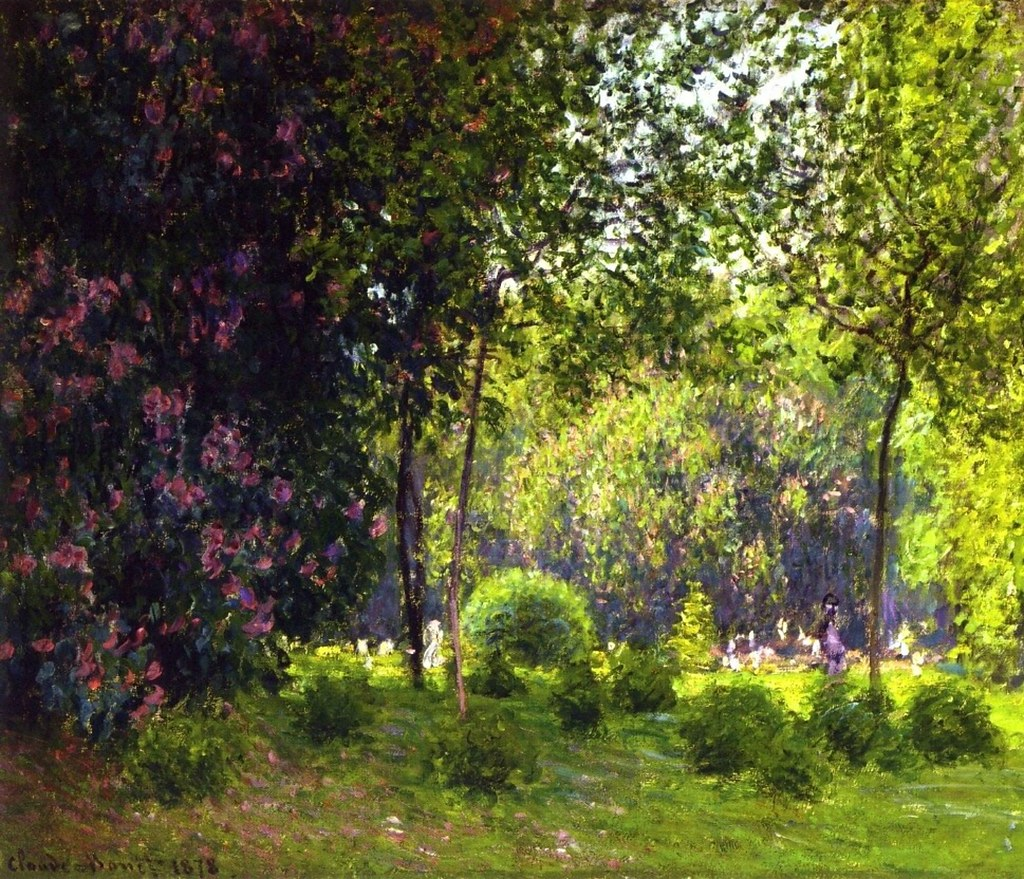

## Galerij

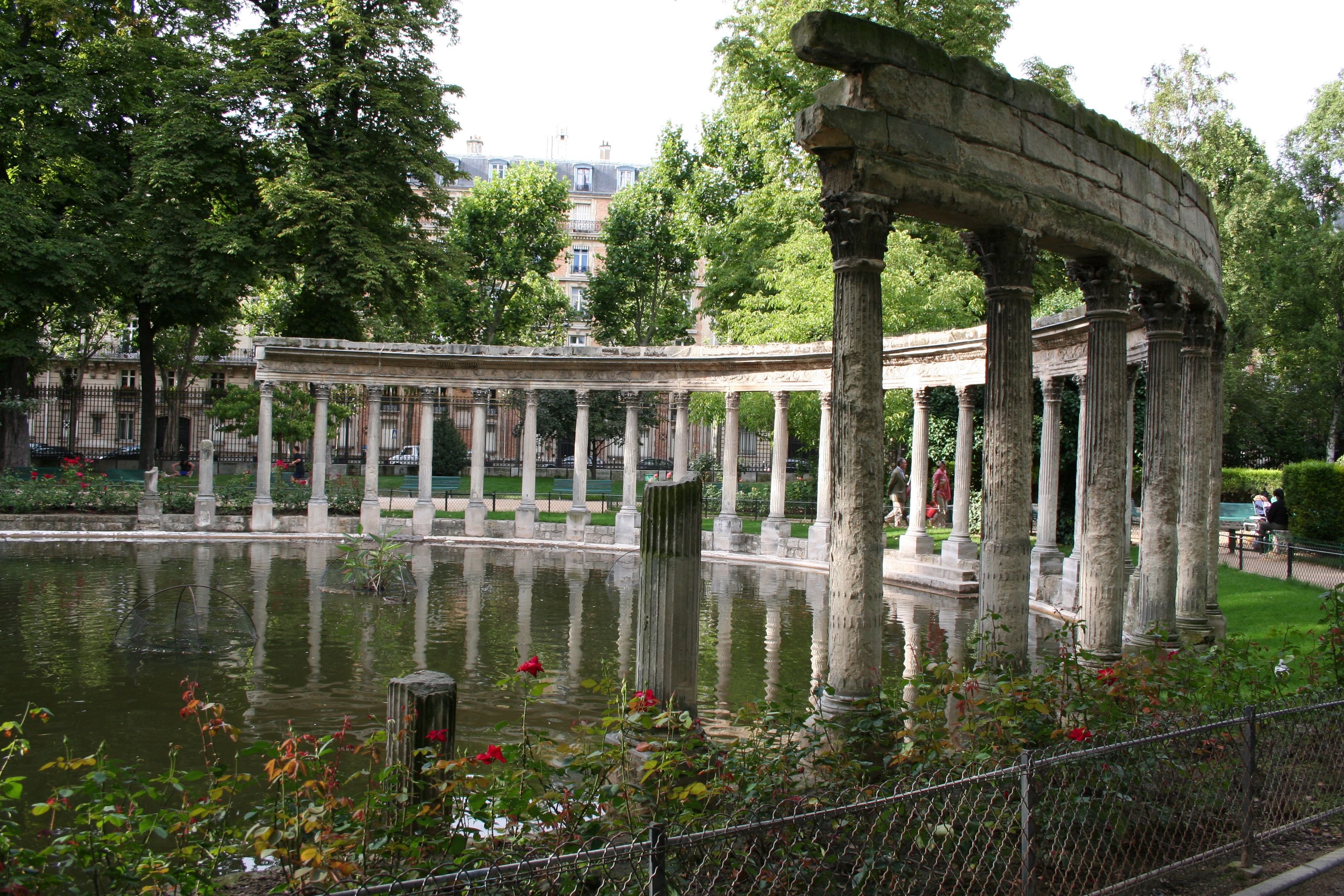
Colonnade
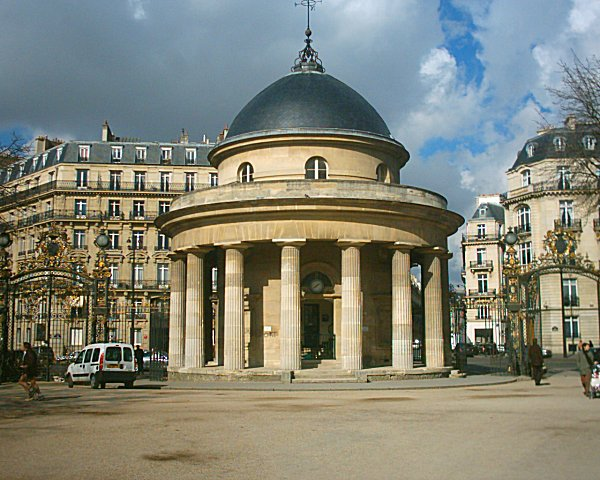
Rotonde
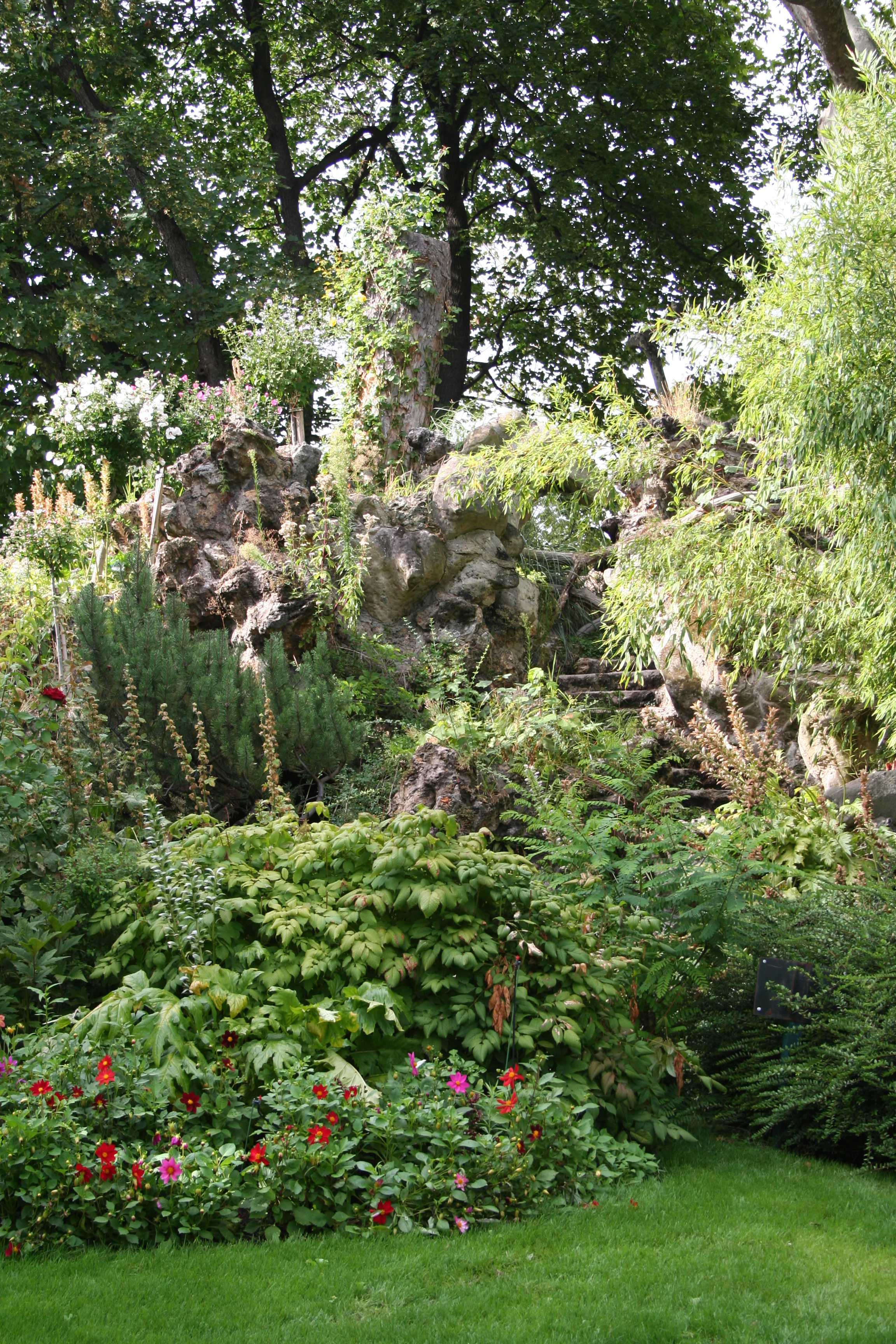
Heuvel
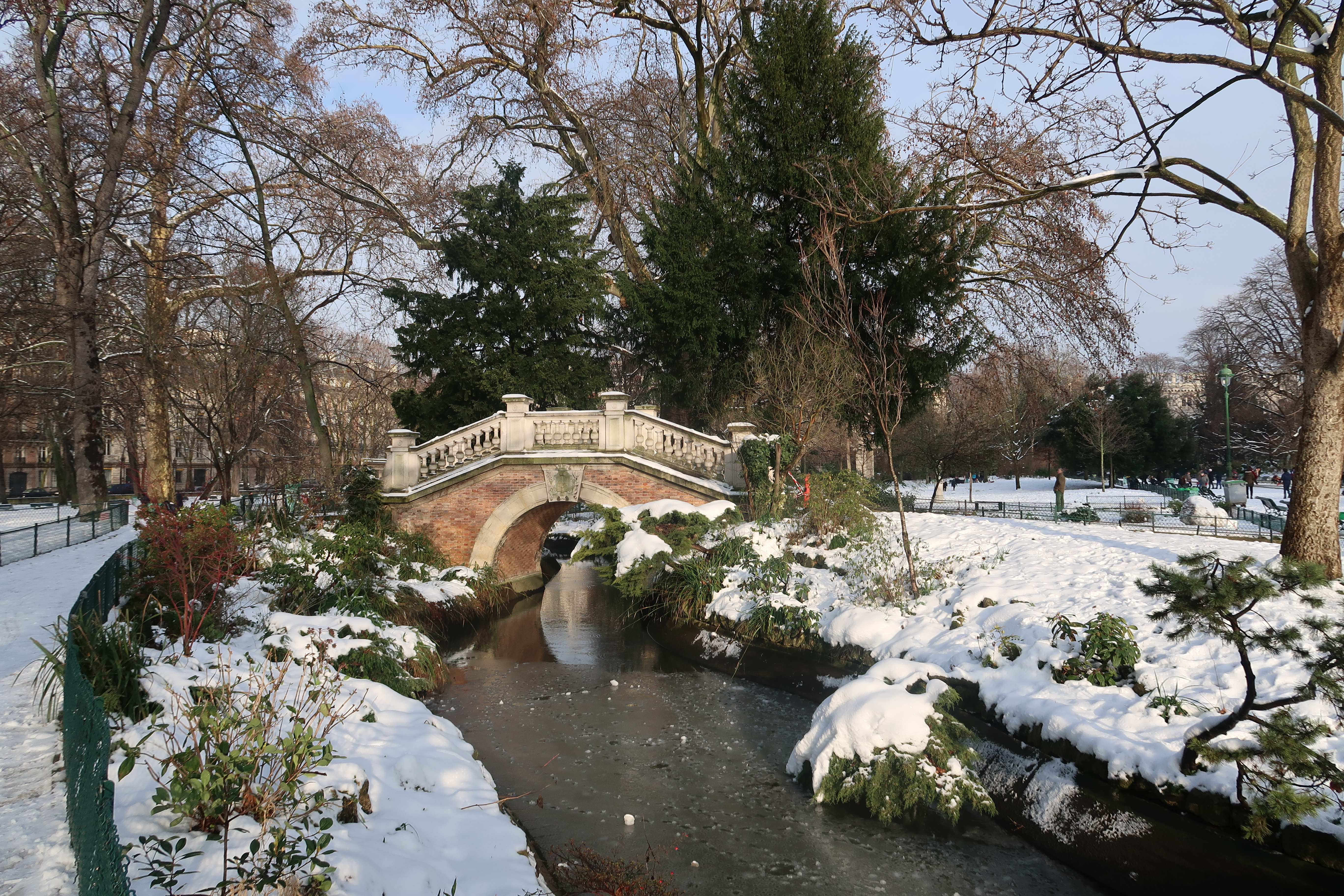
Brug